# Chenanisaurus
Chenanisaurus é um gênero de dinossauro abelissaurídeo predador do Cretáceo Superior com uma única espécie conhecida, C. barbaricus. Vem dos fosfatos maastricotas superiores da Bacia de Ouled Abdoun, no Marrocos, norte da África. O animal é conhecido por um holótipo, consistindo de um osso parcial da mandíbula, e vários dentes isolados encontrados nas mesmas camas. Chenanisaurus é um dos maiores membros do Abelisauridae, e um dos últimos, sendo contemporâneo do Tiranossauro norte-americano. Teria sido uma das espécies de dinossauros dizimadas pelo impacto do asteroide Chicxulub e pela extinção em massa cretáceo-paleogene que se seguiu.

## Descrição

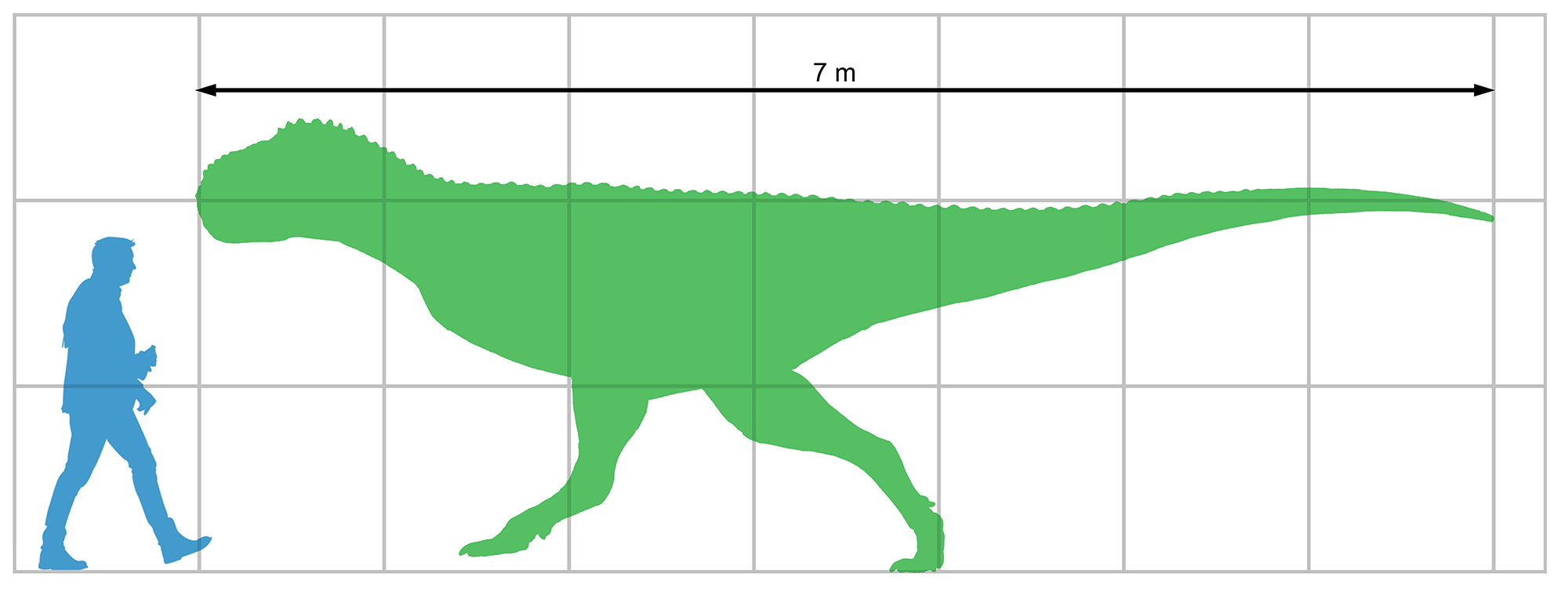
Tamanho médio em comparação ao humano

Chenanisaurus é um abelissaurídeo bastante grande, medindo entre 7 à 8 metros, com base em medições do dentário holótipo. É rivalizado em tamanho apenas por abelisaurídeos como Carnotaurus e Pycnonemosaurus.

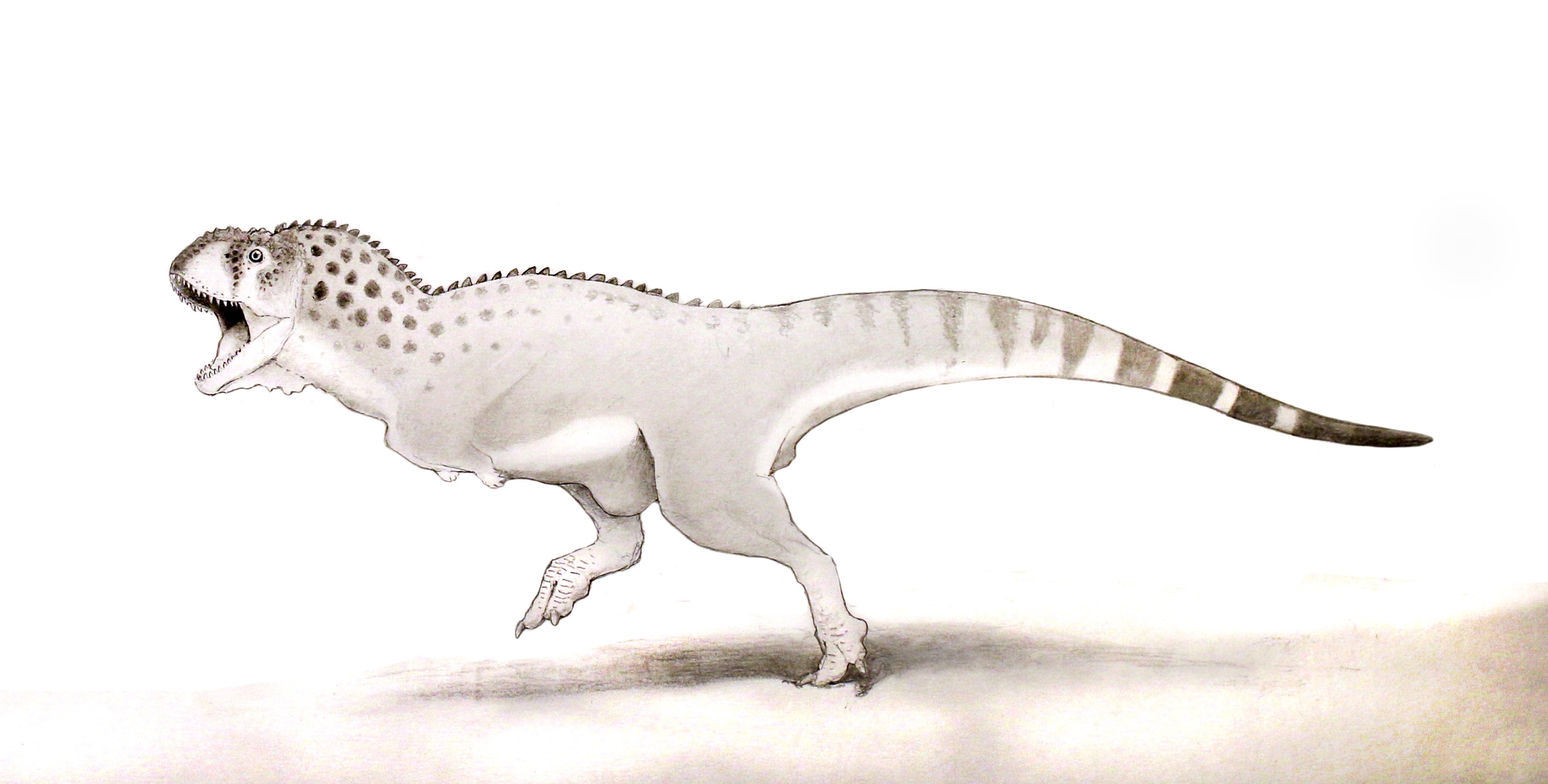
Reconstrução paleoartística de um Chenanisaurus

A característica mais marcante da mandíbula é a altura extrema, especialmente quando comparada com os dentes relativamente curtos. Isso parece indicar que a mandíbula também é muito curta, com uma construção ainda mais extrema do que a vista no Carnotaurus relacionado. Isso sugere que as mandíbulas foram construídas para resistir a uma grande força de mordida. A mandíbula flexiona para a frente para baixo para terminar em um ponto profundo e cego. Na parte posterior, há um sulco alto e profundo acima dela com uma fileira de forames que se abrem para o topo em uma série de ranhuras verticais. A posição alta é uma característica basal. O lado externo inferior mostra uma ornamentação de covas e cristas entrelaçadas. As placas interdentais frontais são muito altas, mas baixam rapidamente em direção à parte posterior da mandíbula. Os alvéolos dentais são retangulares na vista superior. A mandíbula possui pelo menos dez dentes. Eles são relativamente delgados, mas os dentes da frente têm uma seção transversal em forma de D com a convexidade voltada para fora; os dentes posteriores são em forma de adaga e mais achatados. As arestas de corte são convexas e apresentam até treze dentículos por cinco milímetros na base da coroa e até oito dentículos próximos ao ápice. Eles têm pequenas ranhuras de sangue. O esmalte tem uma estrutura irregular sem ornamentos nítidos.

## Classificação
Em 2017, Chenanisaurus foi colocado em Abelisauridae em uma posição basal fora de Abelisaurinae e Carnotaurinae. Embora se assemelhe a abelissaurídeos carnotaurinos em aspectos de sua morfologia da mandíbula, o chenanissauro pode pertencer a um grupo ainda não descrito de abelissaurídeos, exclusivo da África. Somente mais pesquisas irão determinar as verdadeiras relações desta espécie.